# Alfonso Navarro Cáuper
Luis Alfonso Navarro Cáuper, apodado Luisito (Nauta, Perú, 10 de junio de 1895 - Iquitos, Perú, 10 de octubre de 1941), fue un escritor, periodista, literato y cartógrafo peruano. Dedicó su vida a destacar la importancia de Loreto. Participó en la rebelión de Cervantes durante el Segundo Estado Federal de Loreto.

## Biografía

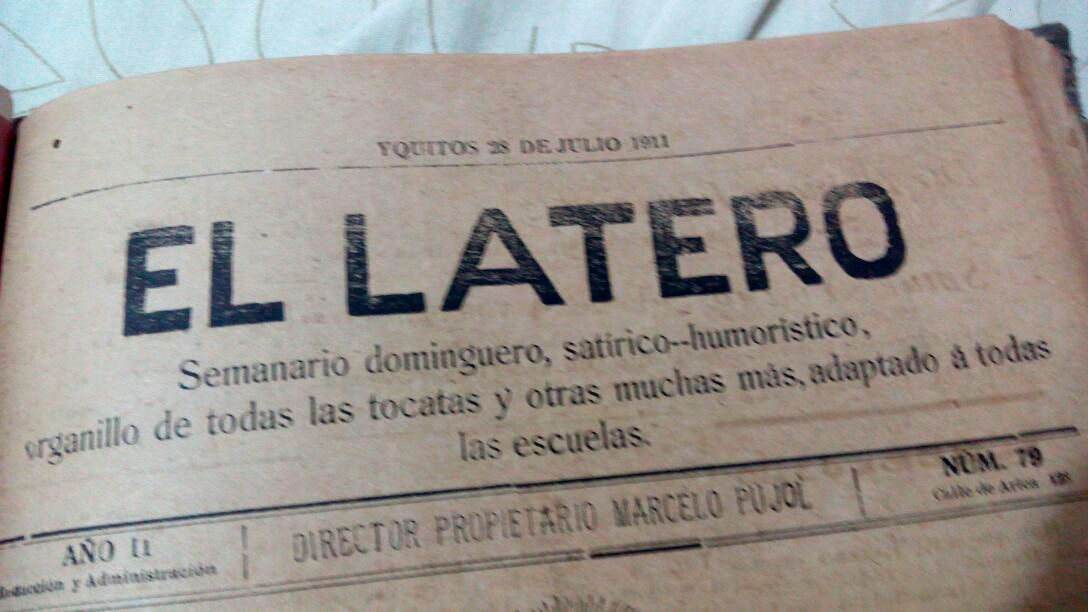
El Latero, diario actualmente extinto que circulaba en Iquitos y donde Navarro Cáuper aporto durante varios años de su vida.

Alfonso Navarro Cáuper Nació en Nauta, el 10 de junio de 1895, cuando la extensa Amazonía vivía la fiebre del caucho. A los 18 años, inicia su incursión en la extracción cauchera, en un momento en que la fiebre del caucho estaba en declive.
En 1914, a los 19 años, funda el centro artístico Selva en compañía de Anaximandro Segura.
En 1919 participa en el levantamiento del capitán Guillermo Cervantes Vásquez en protesta del centralismo limeño por el extinto Estado Federal de Loreto.
En 1924 aparece el diario Eco, en el que comienza a escribir como redactor, permaneciendo ahí 32 años consecutivos. En 1936, funda la revista deportivo Loreto Gráfico en compañía de Antonio Wong Rengifo y Rómulo Espinar.
En 1940, con 40 años de experiencia como periodista, recibe un homenaje por parte de los reductores de la provincia Ucayali, con motivo de su defensa de los derechos de los trabajadores.
En 1941 es nombrado miembro del comité central Pro-celebración del IV Centenario del Descubrimiento del río Amazonas.
En 1946 se incorpora a la asociación de periodistas, con base en Lima, y pasa a ser miembro activo de la biblioteca pública de Loreto.
En 1956 se retiró como periodista contratado por Eco, pero continuó colaborando con el diario y con sus Efeméridas Amazónicas. Ese mismo año, es co-fundador del diario Loreto Gráfico junto a Antonio Wong. Participan César Lequerrica, Carlos Arévalo y Victor Morey.
El 20 de octubre de 1957 funda el círculo de periodistas deportivos.
En 1966 es fundada, en Iquitos, la Asociación Nacional de Periodistas del Perú. El primer presidente de la ANPP fue el Dr. Pedro del Castillo Bardales. Como reconocimiento a su extensa labor, Navarro Cáuper es nombrado Presidente Honorario Vitalicio. Ese mismo año, el 27 de mayo, cumple sus Bodas de Oro por sus trayectoria periodística, siendo agasajado por el Centro Federado de Periodista del Oriente.
En 1975, la municipalidad de Loreto-Nauta lo declara hijo predilecto en reconocimiento por su amplia labor como periodista ejemplar. Ese mismo año, se publica su obra Pintores de la Amazonia Peruana, documento importante para la comprensión del arte pictórico amazónico.
En 1979 cumple 63 años de labor periodística y cae enfermo. En su lecho de dolor sigue escribiendo. Fallece el 10 de octubre, a las 10 a.m.

### Importancia de trabajos históricos
Durante años, Alfonso Navarro Cáuper dedicó su vida para luchar por los derechos de los demás, difundiendo la cultura a través de sus obras. Sus trabajos abarcaban todos los aspectos de cualquier acontecimiento que recogiera la bella ciudad tropical de Iquitos, lo que caracterizaba sus obras. Entre sus obras más representativas se encuentran: Sobre la fecha de fundación de Iquitos (12 de junio de 1961, El Oriente) Origen del nombre de las calles de Iquitos (15 de abril de 1964).

### Aportes sociales, culturales y artísticos
Navarro Cáuper siempre llevaba un diario personal para anotar toda sus investigaciones. Sus obras escritas se caracterizan por su transparencia, concisión y precisión. Presentó tres crónicas que mostraban un denodado esfuerzo por conservar la cultura en la sociedad loretana. Participó en varias efeméridas deportivas, con el objetivo de resaltar la pasión por el deporte en Iquitos. El 31 de octubre de 2010 se cumplieron 31 años de su fallecimiento, y se recordó su asidua trayectoria periodística en el deporte. Estuvo inmerso completamente en el periodismo deportivo, pese a que ese tipo de periodismo no era muy fuerte. Cuando empezó a escribir en Loreto Gráfico, Navarro Cáuper estuvo influenciado por su mentor Jenaro Herrera. El talentoso trabajo de Navarro Cáuper influenció a la juventud, disimiles entre sí, sencillamente furiosos y eventualmente confundidos por su propio futuro. Alfonso Navarro Cáuper es considerado como el icono cultural del periodismo en Loreto.

## Algunas de sus Obras
- Efeméridas Amazónicas (1956)
- Pintores de la Amazonia Peruana (1966)
- Sobre la fecha de fundación de Iquitos (1961)
- Origen del nombre de las calles de Iquitos (1964)
- Aportes sociales, culturales y artísticos

Nota: Estas son sólo algunos de sus obras ya que la mayoría se perdió con el paso del tiempo